# Naočnik in Očalnik
Naočnik in Očalnik je naslov domišljijske zgodbe in hkrati ime glavnih dveh junakov. Napisal jo je  pisatelj Leopold Suhodolčan. Knjiga je izšla v štirih izdajah, prve je ilustriral Aco Mavec.

## Predstavitev glavnih  likov
»Naočnik ima velike, štirioglate naočnike, Očalnik pa nič manjša okrogla očala. Naočnik je velik in štirioglato suh, Očalnik je samo za glavo (za pametno glavo, seveda) manjši in bolj okrogle postave (kot njegova očala).« (Suhodolčan , L.: Naočnik in Očalnik, Ljubljana: Karantanija, 1994, str.5)
Detektiva Naočnik in Očalnik izgledata smešno - eden je štirioglat, drugi pa okrogel. V svojem razmišljanju sta kljub nerodnosti tako prisrčna, da ju jemljemo skozi vse pripetljaje in probleme zares. Pomagata vsem ljudem v težavah: Martinu z skozigledom 2010 babici, ki so ji ukradli rože, Polonci, ki jo je strašil duh, teti Ani pri iskanju njenih dveh vnukov, ki bi ji morala voščiti za rojstni dan, dedu Juriju, ki so mu ukradli vse njegove dragocenosti s potovanj, Martinu in Martini, da sta lahko postala par in se nista več skrivala pred starši, Gregorju v bolnici – Očalnik se je preoblekel v bolnika, da mu je pomagal, da ni bil operiran, Primožu pri iskanju njegove slike … Na koncu so vsi problemi rešeni in vsi skupaj, z detektivoma vred, so zadovoljni.

## Nadaljevanja
- Leopold Suhodolčan: Na večerji s krokodilom : nove detektivske mojstrovine Naočnika in Očalnika, Ljubljana: Mladinska knjiga, 1976 (COBISS)
- Leopold Suhodolčan: Stopinje po zraku : in kako sta jih odkrila Naočnik in Očalnik, mojstra med detektivi, Ljubljana: Mladinska knjiga, 1977 (COBISS)

## Televizijska serija
V produkciji RTV Ljubljana je 1971 ustvarjeno 10 delov TV nanizanke Naočnik in Očalnik, kjer sta Naočnika in Očalnika upodobila Brane Ivanc in Janez Hočevar - Rifle, režiral je Franc Uršič, kostumi: Milena Kumar, scena: Belica Škerlak.

## Detektivi iz drugih zgodb (dela)
- Miki Muster: Dogodivščine Zvitorepca (COBISS)
- Mark Twain: Prigode Toma Sawyerja (COBISS)

## Izdaje
- Leopold Suhodolčan: Naočnik in Očalnik, Ljubljana: Mladinska knjiga, 1973 (ilustrator: Aco Mavec) (COBISS)
- Leopold Suhodolčan: Naočnik in Očalnik, Ljubljana: Mladinska knjiga, 1979 (ilustrator: Aco Mavec) (COBISS)
- Leopold Suhodolčan: Naočnik in Očalnik, Ljubljana: Karantanija, 1994 (ilustrator: Aco Mavec) (COBISS)
- Leopold Suhodolčan: Naočnik in Očalnik, Ljubljana: samozaložba Primož Suhodolčan, 2021 (ilustrator: Uroš Hrovat)

## Knjižniviri
- Leopold Suhodolčan: Naočnik in Očalnik, Ljubljana: Karantanija, 1994 (COBISS)